# 小行星4950
小行星4950（英語：4950 House）是一颗围绕太阳公转的小行星。1988年12月7日，埃莉諾·赫琳在帕洛马山发现了此天体。
这颗小行星的绝对星等为250.6459949946492等。